# VF-61
Il Fighter Squadron 61 (VF-61), il Jolly Rogers, fu uno squadrone di caccia della Marina degli Stati Uniti. Nato originariamente come VF-17 il 1º gennaio 1943. Venne ribattezzato VF-5B nel novembre del 1946. il 28 luglio 1948 venne rinominato VF-61 e infine il 15 aprile 1959 venne sciolto definitivamente. È stato il primo squadrone della marina ad essere designato VF -17.

## Storia operativa

### Seconda guerra mondiale
Il Fighter Squadron 61 venne fondato il 1º gennaio 1943, a NAS Norfolk, con il tenente comandante John T. "Tommy" Blackburn come comandante. È stato il secondo squadrone di caccia della Marina a ricevere l'F4U-1 Corsair e il maggior successo di missioni rispetto agli altri squadroni.

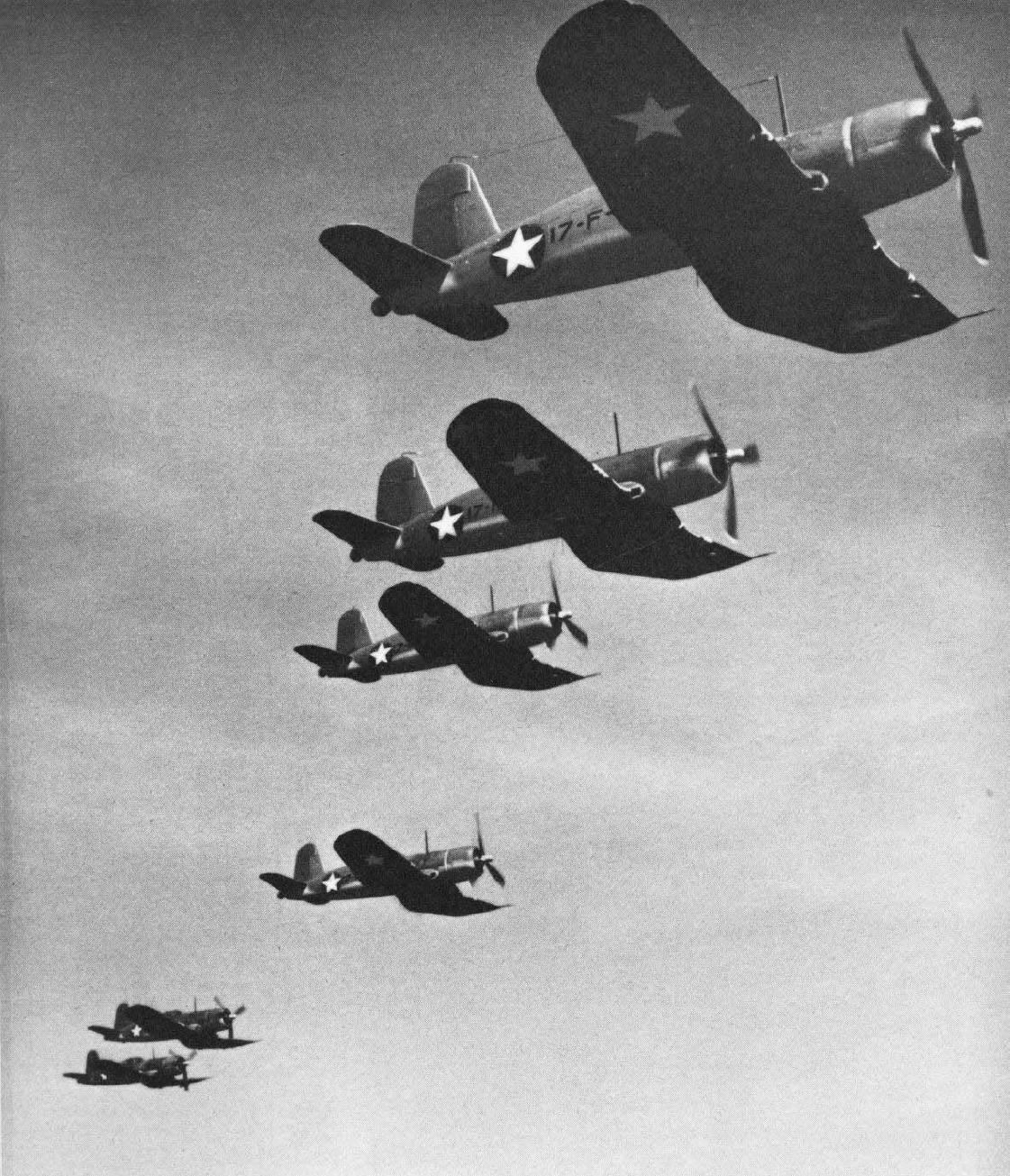
Un gruppo di F4U-1s nel 1943

Blackburn voleva un'insegna di squadrone che avesse un tema piratesco per abbinare la designazione Corsair dell'F4U; da qui furono scelti il teschio e le ossa incrociate. Il design originale venne sviluppato dal pilota Harry Hollmeyer che divenne in seguito un asso della Marina.
Lo squadrone aiutò lo sviluppo dell'F4U Corsair con conseguenti modifiche al design. Sfortunatamente, la Marina considerava ancora il Corsair inadatto al servizio di portaerei e invece di unirsi alla USS Bunker Hill, il VF-17 divenne uno squadrone terrestre nelle Isole Salomone durante la maggior parte del suo dispiegamento nel Pacifico meridionale.
L'8 novembre 1943, l'ufficiale esecutivo dello squadrone, Roger Hedrick, guidò un volo che intercettò 39 aerei giapponesi che sorvolavano la Baia dell'imperatrice Augusta, Bougainville. Mentre i piloti giapponesi tornavano alla base, il VF-17 riuscì ad abbattere 3 velivoli e ne danneggiò altri 4. Sebbene in inferiorità numerica, lo squadrone sopravvisse all'incontro senza perdite.
Nei suoi due turni di servizio nelle Isole Salomone, il VF-17 ottenne 152 vittorie aeree e con 11 assi. Il VF-17 terminò il suo turno di combattimento il 10 maggio 1944. Venne equipaggiato con l'F6F-5 Hellcat e spostato sulla USS Hornet. Lo squadrone, in questo secondo periodo, totalizzò 161 vittorie e con 12 nuovi assi. Complessivamente, i due turni di combattimento del VF-17 sono stati accreditati di 313 vittorie, il più alto numero di abbattimenti (come squadrone) della US Navy.

### Dopoguerra
Nel dopoguerra lo squadrone pilotò l'F8F-2 Bearcat, F9F-2 Panther, F9F-8 Cougar e F3H-2M Demon. È stato sciolto il 15 aprile 1959.
Dopo la sua disattivazione, altri due squadroni dell'aviazione navale degli Stati Uniti hanno utilizzato il nome e le insegne del Jolly Roger: VF-84 (1955-95) e VFA-103.

## Galleria d'immagini

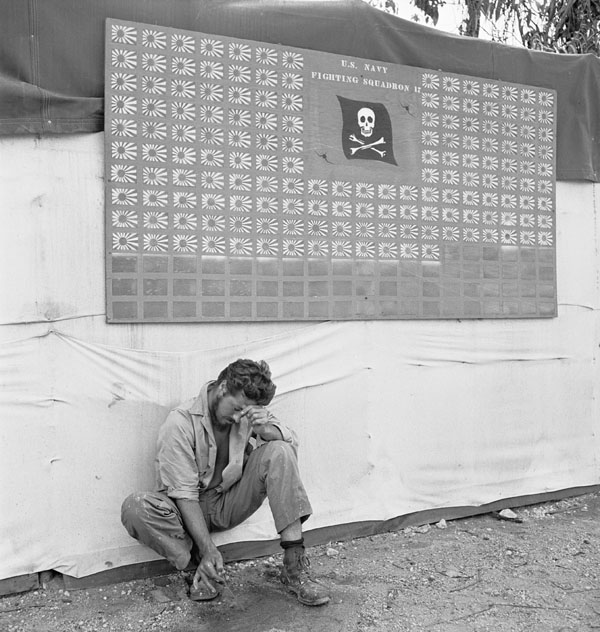
"Un membro stanco della VF-17 si ferma sotto il tabellone segnapunti dello squadrone a Bougainville ", febbraio 1944
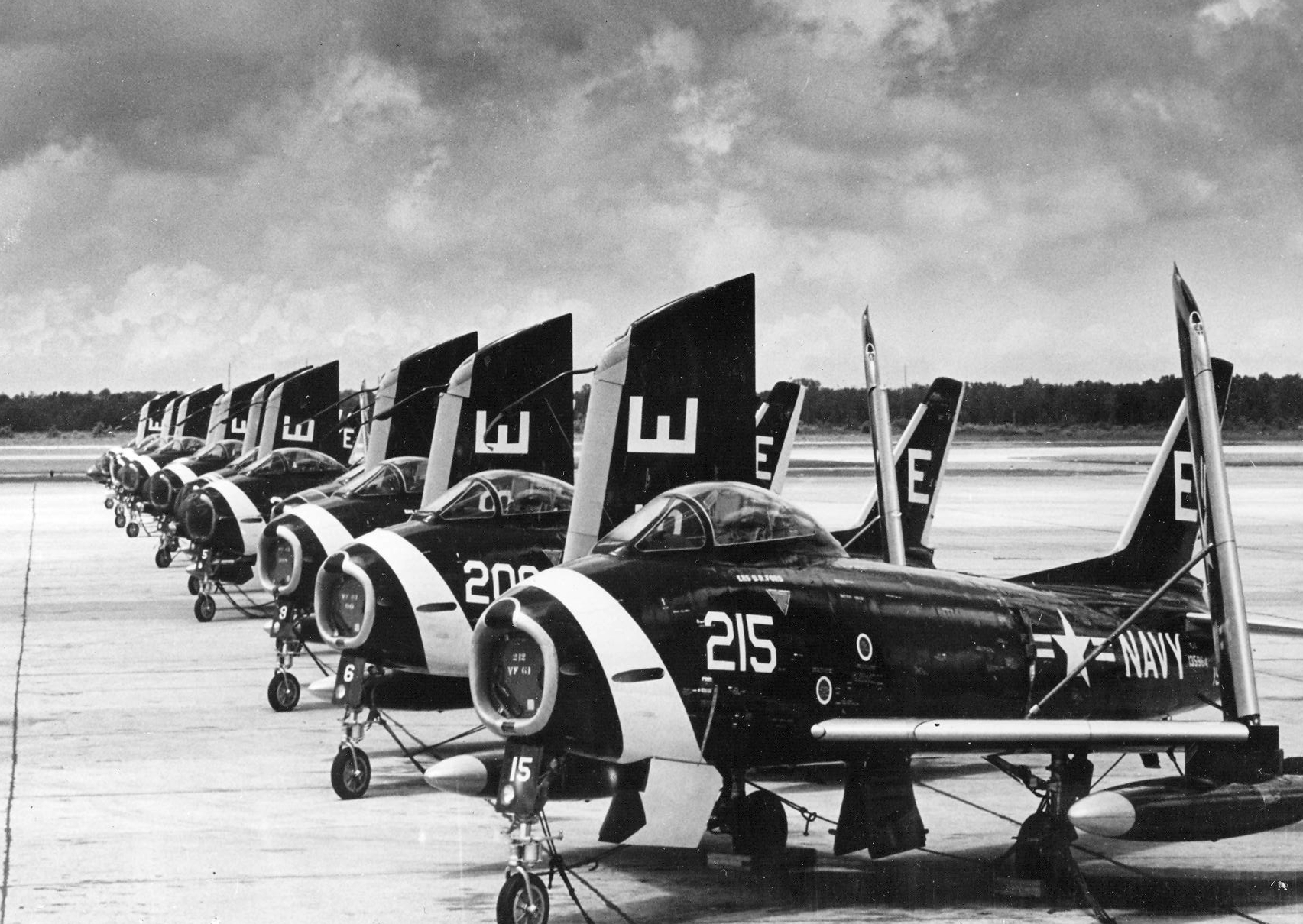
un FJ-3s del VF-61, nel 1955
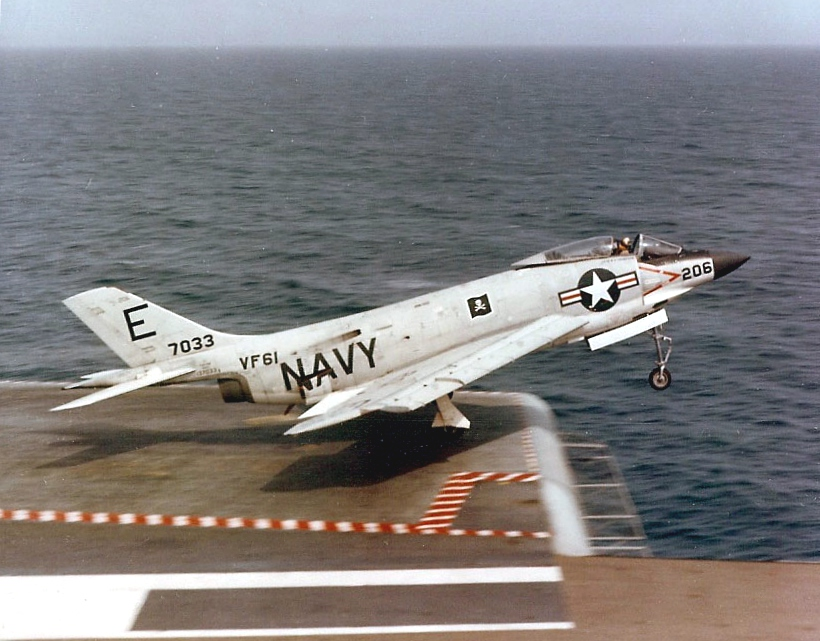
Un F3H-2M del VF-61 che decolla dalla USS Franklin D. Roosevelt (CV-42) nel 1957